# Lords of Conquest
Lords of Conquest è un videogioco strategico a turni pubblicato nel 1986 per Apple II, Atari 8-bit, Commodore 64 e successivamente per Atari ST e MS-DOS dalla Electronic Arts.
Venne sviluppato dalla Eon Software, legata al produttore statunitense di giochi da tavolo Eon Products (noto per Cosmic Encounter); Lords of Conquest è tratto in particolare dal gioco da tavolo Borderlands della Eon Products (1982). Il producer fu Don Daglow.

## Modalità di gioco
Lords of Conquest è un gioco di conquista territoriale che si svolge su una mappa stilizzata a grande scala, selezionabile tra 20 mappe predefinite che rappresentano ambientazioni reali (il mondo, il Nordamerica, il Medio Oriente, l'Italia antica ecc.) o immaginarie, oppure mappe generate casualmente o create con un editor di livelli integrato. L'obiettivo è la costruzione di un certo numero di città sui propri territori, prima che lo facciano gli avversari. Possono partecipare da 2 a 4 giocatori umani (2-3 in DOS) oppure un solo giocatore contro un solo avversario computerizzato.
La schermata di gioco mostra sempre l'intera mappa e in basso un'area con menù e informazioni testuali; per selezionare i territori si utilizza un cursore. I territori hanno forme irregolari e squadrate e possono anche essere separati da zone di mare. Alcuni territori scelti casualmente, contrassegnati dal relativo simbolo, producono una risorsa di un certo tipo.
Ci sono quattro livelli di gioco selezionabili a inizio partita, che influiscono sul tipo di risorse esistenti e su ciò che si può costruire spendendole. Al livello minimo le risorse sono soltanto oro e cavalli, ai livelli superiori si aggiungono ferro, carbone e legname. Gli elementi che ogni fazione può costruire sono città e armi, alle quali si aggiungono anche le navi al terzo livello. Indipendentemente dal livello di gioco c'è anche il livello di difficoltà in caso di partita a giocatore singolo. Inoltre è possibile scegliere tra presenza o meno di aleatorietà nei combattimenti.
Inizialmente i contendenti scelgono i propri territori di partenza, uno alla volta a turno, fino a occupare tutta la mappa. In seguito il gioco è organizzato in turni annuali, ciascuno suddiviso in più fasi che vengono svolte da tutti i giocatori, in ordine variabile a ogni turno, prima di passare alla successiva:
1. Costruzione di elementi sui propri territori (ogni territorio può contenerne solo uno per tipo).
2. Produzione di risorse: ogni territorio che ne ha la capacità produce automaticamente la propria risorsa e le città raddoppiano la produzione sul proprio territorio e su quelli adiacenti. In presenza di aleatorietà può anche succedere che la produzione non avvenga. Tutte le risorse accumulate da ciascun giocatore sono situate in una riserva su uno dei suoi territori, che può anche essere conquistata dal nemico. Fanno eccezione i cavalli che sono elementi indipendenti, compaiono nei territori di produzione e nei turni successivi si diffondono spontaneamente su quelli vicini.
3. Commercio (solo in partite con 3 o 4 giocatori): i giocatori umani possono scambiarsi risorse.
4. Spostamenti: si può decidere di spostare la riserva e, solo al livello più avanzato, anche armi, cavalli e navi.
5. Conquista di territori nemici confinanti (massimo 2 attacchi per turno). La forza in difesa di un territorio è proporzionale al numero di territori amici adiacenti e di città, armi e cavalli sul territorio e su quelli amici adiacenti. La forza in attacco è calcolata in modo analogo, tenendo conto di tutti i propri territori che confinano con quello che si attacca; la partecipazione di proprie unità aiuta, ma non è necessaria per conquistare. Nel multigiocatore, eventuali altri giocatori con territori confinanti possono decidere di aggiungere le proprie forze a una delle due parti. La forza totale è facilmente stimabile a occhio con un po' di pratica, ma può comunque essere letta attraverso il menù[3]. In assenza di aleatorietà, il territorio viene conquistato se la forza in attacco è superiore o uguale, mentre con aleatorietà si hanno probabilità proporzionali alle forze.

La partita in corso può essere salvata.